# Lotte Rod
Lotte Rod (født 10. juni 1985 i Aarhus) er medlem af Folketinget for Radikale Venstre, siden hun blev valgt ind ved folketingsvalget i 2011 og blev herefter partiets uddannelsesordfører og forbrugerordfører. Senere har hun dog fået ordførerskaber inden for andre politikområder.

## Baggrund
Lotte Rod blev født i Aarhus som datter af indretningsarkitekt Hanne Kirkegaard Rod og underviser Peter Rod.
Hun er opvokset i Aabenraa og har gået i den tyske skole Deutsche Privatschule Apenrade.
Rod har matematisk studentereksamen fra Aabenraa Gymnasium og HF og kandidat i statskundskab fra Københavns Universitet, 2012.

## Politik
Lotte Rod var aktiv i Radikal Ungdom og var formand for organisationens afdeling i Sønderjyllands Amt fra 2003 til 2005.
Hun var også organisationens ordfører for uddannelse.[kilde mangler]
Rod har været folketingskandidat for det Radikale Venstre siden 2006.
Ved Folketingsvalget 2007 fik hun 1.102 personlige stemmer.
Det var mere end Bente Dahls personlige stemmeantal,
men det var Dahl der fik partiets tillægsmandat i kredsen.
Rod var 80 stemmer fra at komme i Folketinget.
Ved Folketingsvalget 2011 fik hun 3.776 personlige stemmer hvilket var nok til et kredsmandat i Sydjyllands Storkreds.
Hun blev da partiets uddannelsesordfører og forbrugerordfører i Folketinget.
Ved Folketingsvalget 2015 fik Rod 2.316 personlige stemmer.
Det var mere en 500 færre end Stephan Kleinschmidt.
Hun blev dog tildelt flere stemmer og fik et tillægsmandat i Sydjyllands Storkreds.
I sommeren 2017 udtalte Rod støtte til et forslag fra Dansk Folkeparti om at forbyde burka og niqab i det offentlige rum.
Hun var da fungerende politisk ordfører.
Rod blev dog dagen efter undsagt af partiets ledelse, og Sofie Carsten Nielsen understregede at Rod udtalte sig på egne vegne.
At Rod blev irettesat fik lokalpolitikeren Kai Bayer til at melde sig ud af partiet.
Hun fik også støtte fra Skive Folkeblad der kaldte hendes støtte til et forbud for "meget prisværdigt".
Efter Rod kom tilbage fra barsel i efteråret 2020, blev hun børne- og undervisningsordfører og ordfører for innovation.

### MeToo-sag
I september 2020 stod Lotte Rod frem i forlængelse af Sofie Lindes opsigtsvækkende udtalelse om sexchikane i mediebranchen og fortalte om krænkelsessager i sit eget parti,
selvom partiet har talt så kraftigt imod netop dette. Hun kunne berette, at hun både i sin tid i Radikal Ungdom og hos moderpartiet var blevet taget på. Det førte til, at Radikale Venstres folketingsgruppe mødtes den 7. oktober 2020, hvor Rod fortalte, at det var partiformanden Morten Østergaard som havde taget hende på låret tilbage i 2010. Morten Østergaard trak sig i den forbindelse som partiets politiske leder. I den forbindelse skrev Rod på Twitter:
| Citat | - »Det er ikke længere det, der skete, der er problemet, det er håndteringen. Jeg er ked af, at det er endt her, fordi jeg holder af Morten. Det var ikke min mening. Det vigtige for mig er, at vi får en kulturændring. Ikke kun i mit parti – men i alle partier og alle andre steder.« | Citat |
|       | |       |

Det førte til en heftig debat, hvor en del udtrykte sympati for hende, mens andre angreb Rod og mente, at det var helt ude af proportioner, at en hånd på et lår et årti senere kan få så store konsekvenser. Blandt kritikerne var formanden for hendes egen kreds Bo Skibelund, der mente hun havde handlet uansvarligt i sagen og burde have holdt den internt i partiet. Siden har Morten Østergaard dog selv fortalt, at der har været flere lignende sager, hvilket bidrog til, at han trak sig.
Opmærksomheden omkring krænkelsessagen medførte at Lotte Rod blev den mest googlede dansker i 2020 ifølge Googles opgørelse fra slutningen af 2020.